# EToro
eToro – przedsiębiorstwo zajmujące się handlem społecznościowym i oferujące wielo-aktywowe pośrednictwo, które koncentruje się na świadczeniu usług finansowych i usług typu copy trading. Posiada siedziby na Cyprze, w Izraelu, Wielkiej Brytanii, Stanach Zjednoczonych, Australii, Niemczech i Zjednoczonych Emiratach Arabskich.
Na początku 2025 r. spółka złożyła wniosek o dopuszczenie do obrotu na Nasdaq, a 14 maja zadebiutowała na tej giełdzie. W maju 2025 r. eToro miało 38 milionów zarejestrowanych użytkowników i ponad 3,5 miliona kont zasilanych środkami. W 2025 roku wycena spółki wyniosła 5,64 mld USD.

## Historia
eToro zostało założone jako RetailFX w 2007 roku w Tel Awiwie przez braci Yoni Assia i Ronen Assia wraz z Davidem Ringiem.
W 2010 roku eToro wypuściło społeczną platformę inwestycyjną eToro OpenBook wraz z funkcją „CopyTrading”. Platforma transakcyjna eToro umożliwia inwestorom automatyczne przeglądanie, śledzenie i kopiowanie najlepszych inwestorów w sieci. W tym samym roku eToro wydało swoją pierwszą aplikację na Androida, aby inwestorzy mogli kupować i sprzedawać instrumenty finansowe za pośrednictwem urządzeń mobilnych.
W latach 2007–2013 firma zebrała 31,5 mln USD w czterech rundach finansowania. W grudniu 2014 r. eToro zebrał 27 mln USD od inwestorów z Rosji i Chin. W grudniu 2017 roku eToro i CoinDash zostały partnerami w rozwijaniu handlu społecznościowego opartego na Blockchain. W 2018 roku eToro zebrał kolejne 100 milionów dolarów w ramach prywatnej rundy finansowania.
Ogólnie rzecz biorąc, firmy inwestycyjne, takie jak CommerzVentures, Spark Capital, SBI Holdings, chiński bank Ping An Insurance, rosyjska państwowa firma finansowa Sberbank, Korea Investment Partners, Grupa BRM i China Minsheng Financial Holdings, zainwestowały w eToro ponad 162 miliony dolarów, według danych firmy. Inni inwestorzy to Eli i Nir Barkat, Alona Barkat, Chemi Peres i fundusz Venture Capital Pitango, Digital Currency Group, Softbank, Betsy Z. Cohen, Eddy Shalev i Genesis Partners, Avner Stepak (Meitav Dash Investment House), Bracket Capital.
W 2013 roku eToro wprowadził możliwość inwestowania w akcje i kontrakty CFD, oferując początkowo 110 produktów giełdowych. W tym samym roku eToro otrzymało zezwolenie na oferowanie swoich usług w Wielkiej Brytanii przez organ regulacyjny FCA w ramach spółki zależnej eToro UK. W styczniu 2014 r. eToro dodał bitcoin do swoich instrumentów inwestycyjnych przed dodaniem dziewięciu kolejnych kryptowalut w 2017 roku. W kwietniu 2014 r. eToro dodał 130 brytyjskich i niemieckich akcji składających się na indeks FTSE 100 i indeksy DAX30 do wyboru akcji spółki.
W 2017 roku eToro uruchomiło funkcję CopyPortfolio, która umożliwia inwestorom kopiowanie portfeli inwestycyjnych od najlepszych traderów. Ta funkcja częściowo wykorzystuje uczenie maszynowe.
W 2018 roku eToro uruchomiło portfel kryptowalut na Androida i iOS. W maju 2018 roku eToro wszedł na rynek amerykański, oferując 10 kryptowalut: Bitcoin, Ethereum, Litecoin, XRP, Dash, Bitcoin Cash, Stellar, Ethereum Classic, NEO i EOS.
W marcu 2019 roku eToro przejął za nieujawnioną sumę duńską firmę blockchain Firmo. We wrześniu 2019 r. eToro zaprezentowało Lira, nowy język programowania open source do kontraktów finansowych. W październiku 2019 r. eToro wydało oparte na opiniach portfolio kryptowalut wykorzystujące technologię AI do oceny aktualnych pozytywnych lub negatywnych wrażeń z Twittera dotyczących zasobów cyfrowych. W listopadzie 2019 r. eToro przejął Delta, firmę zajmującą się aplikacjami do śledzenia portfela kryptowalut z siedzibą w Belgii.
W marcu 2021 roku eToro ogłosiło, że planuje stać się spółką publiczną poprzez fuzję SPAC o wartości 10,4 miliarda dolarów.

## Działalność
Główne biura eToro znajdują się w Limassol na Cyprze, w Londynie w Wielkiej Brytanii i Tel Awiwie w Izraelu, a także biura regionalne w Sydney w Australii, Hoboken, New Jersey, Hongkongu i Pekinie w Chinach.
eToro jest regulowane przez organ CySEC w UE. Jest autoryzowany przez FCA w Wielkiej Brytanii, przez FinCEN w Stanach Zjednoczonych oraz przez ASIC w Australii.
Firma poinformowała, że działa w 140 krajach, z ponad 24,8 milionami użytkowników.

## Marketing i ekspansja
W sierpniu 2018 roku eToro ogłosił umowę sponsorską z siedmioma drużynami brytyjskiej Premiership, w tym z Tottenham Hotspur F.C., Brighton & Hove Albion F.C., Cardiff City F.C., Crystal Palace F.C., Leicester City F.C., Newcastle United F.C. i Southampton F.C. Partnerstwo było kontynuowane w sezonie 2019–2020 Premier League z Aston Villa F.C. i Everton F.C. dołączając do Southampton F.C., Tottenham Hotspur F.C., Crystal Palace F.C. i Leicester City F.C.
W 2018 roku ogłoszono, że aktor Game of Thrones Kristian Nairn pojawi się w kampanii reklamowej eToro. Została ona wypuszczona w październiku 2018 roku na Youtube i zawierała internetowy mem HOD L.

### W Stanach Zjednoczonych
W marcu 2019 r. eToro uruchomiło platformę handlową kryptowalut i samodzielny portfel kryptowalut dla użytkowników z USA. Obecnie oferuje 14 kryptowalut: w 32 stanach. Według Techcrunch strategia uruchomienia była zakorzeniona „w przekonaniu firmy o ogromnych możliwościach rynkowych, które istnieją dzięki tokenizacji aktywów”.